# Corey Anderson (zawodnik MMA)
Corey Anderson (ur. 22 września 1989 w Rockford) – amerykański zawodnik mieszanych sztuk walki (MMA). Zwycięzca 19. sezonu reality show The Ultimate Fighter (2014). W latach 2014-2020 zawodnik UFC. Następnie w latach 2020-2025 związany z organizacją Bellator MMA, w której w 2024 roku był mistrzem wagi półciężkiej. Aktualnie związany z PFL.

## Kariera w zapasy
Anderson w czasach szkolnych i studenckich trenował z sukcesami zapasy. Marzył nawet o udziale w Igrzyskach Olimpijskich. Na ostatnim roku studiów jego trenerem został utytułowany zapaśnik i zawodnik mieszanych sztuk walki, Ben Askren, który namówił go na zmianę dyscypliny sportowej na MMA.

## Kariera MMA

### Wczesna kariera
W zawodowym MMA zadebiutował 29 marca 2013 roku na gali NAFC: Battleground, gdzie znokautował w pierwszej rundzie J.R. Brionesa. Tego samego roku dopisał do swojego rekordu kolejne dwa zawodowe zwycięstwa nad swoimi rodakami Myronem Dennnisem i Stephenem Flanaganem.

### The Ultimate Fighter
Z rekordem 3-0 w zawodowym MMA wziął udział w 19. sezonie The Ultimate Fighter (Fox Sports 1), w którym trenerami konkurujących ze sobą drużyn byli: B.J. Penn oraz Frankie Edgar. W odcinku eliminacyjnym jednomyślną decyzją sędziów pokonał Kelly'ego Anundsona i trafił do Teamu Edgara. W ćwierćfinale programu zmierzył się z Joshem Clarkiem, którego pokonał większościową decyzją sędziów. W półfinale zmierzył się z Patrickiem Walshem, który również reprezentował Team Edgara. Decyzją sędziowską wygrał Anderson, który tym zwycięstwem zagwarantował sobie udział w finale programu.

### UFC
Finał programu The Ultimate Fighter odbył się 6 lipca 2014 roku w Las Vegas na gali UFC: The Ultimate Fighter 19 – Finał. Rywalem Andersona był jego rodak, Matt Van Buren. Corey Anderson znokautował swojego oponenta w pierwszej rundzie w 61 sekundzie. Tym samym wygrał 19. sezon TUF-a i podpisał kontrakt z UFC.
6 grudnia 2014 na gali UFC 181: Hendricks vs. Lawler 2 wygrał decyzją sędziowską z Justinem Jonesem.
18 kwietnia 2015 roku w Newark na UFC on Fox 15: Machida vs. Rockhold w walce z Gianem Villante doznał pierwszej porażki w karierze będąc znokautowanym w trzeciej rundzie.
5 września 2015 roku w Las Vegas na gali UFC 191: Johnson vs. Dodson 2 zawalczył z Janem Błachowiczem. Amerykanin na przestrzeni trzech rund zdominował Polaka i wygrał jednomyślną decyzją sędziowską. 2 miesiące później na UFC Fight Night 77: Belfort vs. Henderson 3 w São Paulo dopisał kolejne cenne zwycięstwo do rekordu pokonując Brazylijczyka Fabio Maldonado. 5 marca 2016 na gali UFC 196: McGregor vs. Diaz zwyciężył z Tomem Lawlorem, dopisując do rekordu trzecie zwycięstwo z rzędu, a piąte ogółem w UFC.
14 maja 2016 roku w Kurytybie na gali UFC 198: Werdum vs. Miocic po bardzo wyrównanej walce przegrał z legendarnym brazylijskim zawodnikiem Maurício "Shogunem" Rua. 9 grudnia 2016 na UFC Fight Night 102: Lewis vs. Abdurakhimov znokautował w drugiej rundzie Seana O'Connell.
18 marca 2017 roku w Londynie pierwszy raz w karierze zawalczył w walce wieczoru na gali UFC Fight Night 107. Jego rywalem był Jimi Manuwa. Anglik znokautował Amerykanina już w pierwszej rundzie.
4 listopada 2017 roku w legendarnej hali Madison Square Garden w Nowym Jorku na gali UFC 217: Bisping vs. St. Pierre doznał drugiej porażki z rzędu będąc znokautowanym w trzeciej rundzie kopnięciem na głowę przez Ovince'a St. Preux.
21 kwietnia 2018 roku na UFC Fight Night 128: Barboza vs. Lee pokonał Patricka Cumminsa jednomyślną decyzją sędziowską dominując go na przestrzeni trzech rund.
22 lipca 2018 roku na UFC Fight Night 134 zmierzył się z Gloverem Teixeirą, zastępując kontuzjowanego Ilira Latifiego. Wygrał walkę jednogłośną decyzją sędziów.
29 grudnia 2018 roku na gali UFC 232 zmierzył się z Ilirem Latifi. Odniósł zwycięstwo przez jednogłośną decyzję.
Następnie doszło do jego walki z Johnnym Walkerem na UFC 244. Zwyciężył przez techniczny nokaut w pierwszej rundzie. To zwycięstwo przyniosło mu nagrodę za występ wieczoru. Podczas wywiadów po walce, Anderson kpił z rywala i na niego krzyczał. Dodatkowo odepchnął sędziego, co spowodowało karę grzywny w wysokości 10 000 dolarów od Komisji Atletycznej Stanu Nowy Jork za „niesportowe zachowanie”.
W ostatniej walce dla amerykańskiego giganta doszło do rewanżowego starcia z Janem Błachowiczem 15 lutego 2020 roku na UFC Fight Night 167. Anderson tym razem musiał uznać wyższość Polaka przegrywając przez nokaut w pierwszej rundzie.

### Bellator MMA i PFL
7 sierpnia 2020 roku ogłoszono, że podpisał kontrakt na wiele walk z Bellator MMA po tym, jak został zwolniony z kontraktu z UFC. Zadebiutował mierząc się przeciwko Melvinowi Manhoefowi na Bellator 251 5 listopada 2020 roku. Zwyciężył przez techniczny nokaut w drugiej rundzie.
9 lutego 2021 ogłoszono, że będzie rywalizować w Światowym Grand Prix wagi półciężkiej Bellatora. Miał zmierzyć się z debiutującym w organizacji i byłym mistrzem Absolute Championship Akhmat w wadze półciężkiej Dowledżchanem Jagszimuradowem w rundzie ćwierćfinałowej 9 kwietnia na gali Bellator 256. 26 marca pojawiła się informacja, że walka zostanie przeniesiona na przypadającą 16 kwietnia galę Bellator 257. Wygrał walkę przez techniczny nokaut w trzeciej rundzie.
16 października 2021 w półfinale Grand Prix skrzyżował rękawice z Ryanem Baderem na gali Bellator 268. Zwyciężył przez techniczny nokaut na początku pierwszej rundy.
16 czerwca 2023 na Bellator 297 zmierzył się z byłym mistrzem Bellator MMA w wadze półciężkiej, Philem Davisem. Zwyciężył po wyrównanej walce przez niejednogłośną decyzję.
Po tym jak pełnoprawny mistrz Wadim Niemkow zwakował pas mistrzowski, 22 marca 2024 w Belfaście o ten tytuł zawalczył Corey Anderson oraz Irlandczyk, Karl Moore. Sędziowie punktowi wskazali w stosunku (2 x 49-46, 50-45) zwycięstwo Andersona, który stał się nowym mistrzem.  
Po tym jak Bellator MMA zostało pochłonięte przez Professional Fighters League, Anderson jak i inni zawodnicy Bellatora zmienili pracodawcę. Pod koniec grudnia 2024 roku, Anderson skrytykował PFL za brak propozycji odnośnie jakiejkolwiek walki.  
W pierwszej walce pod banderą PFL zadebiutował 19 lipca 2025 na gali PFL Champions Series 2: Eblen vs. van Steenis. Jego przeciwnikiem był mistrz wagi ciężkiej PFL z 2024 roku, Denis Gołcow. Anderson zwyciężył przez techniczny nokaut w drugiej rundzie. Był to dla niego powrót do wagi ciężkiej.  

## Osiągnięcia i nagrody

### Mieszane sztuki walki
- Ultimate Fighting Championship
  - 2014: zwycięzca 19. sezonu The Ultimate Fighter[9]
  - Bonus za walkę wieczoru (raz) vs. Gian Villante (2015)[47]
  - Bonus za występ wieczoru (raz) vs. Johnny Walker (2019)[29]

- Bellator MMA
  - 2024-2025: Mistrz Bellator MMA w wadze półciężkiej
- MMAJunkie.com
  - 2015: Walka miesiąca kwiecień vs. Gian Villante[48]

## Lista zawodowych walk w MMA
| Wynik     | Bilans   | Przeciwnik (bilans przed walką)    | Rozstrzygnięcie                            | Runda | Czas | Rozgrywki                                             | Data       | Miejsce       | Uwagi |
| --------- | -------- | ---------------------------------- | ------------------------------------------ | ----- | ---- | ----------------------------------------------------- | ---------- | ------------- | --- |
| Wygrana   | 19-6 (1) | Denis Gołcow (36-8)                | TKO (łokcie)                               | 2     | 3:28 | PFL Champions Series 2: Eblen vs. van Steenis         | 19.07.2025 | Kapsztad      | Debiut w PFL. Powrót do wagi ciężkiej.                                                                                     |
| Wygrana   | 18-6 (1) | Karl Moore (12-2)                  | Decyzja (jednogłośna)                      | 5     | 5:00 | Bellator Champions Series 1: Anderson vs. Moore       | 22.03.2024 | Belfast       | Zdobył wakujący pas mistrzowski Bellator MMA w wadze półciężkiej. Main Event                                               |
| Wygrana   | 17-6 (1) | Phil Davis (24-6)                  | Decyzja (niejednogłośna)                   | 3     | 5:00 | Bellator 297                                          | 16.06.2023 | Chicago       | |
| Przegrana | 16-6 (1) | Wadim Niemkow (15-2. 1 NC)         | Decyzja (jednogłośna)                      | 5     | 5:00 | Bellator 288                                          | 18.11.2022 | Chicago       | Finał Grand Prix w wadze półciężkiej Bellator MMA. Obrona pasa mistrzowskiego Bellator MMA w wadze półciężkiej, Main Event |
| Nieodbyta | 16-5 (1) | Wadim Niemkow (15-2)               | No Contest (przypadkowe zderzenie głowami) | 3     | 4:53 | Bellator 277                                          | 15.04.2022 | San Jose      | Finał Grand Prix w wadze półciężkiej Bellator MMA. Co-Main Event                                                           |
| Wygrana   | 16-5     | Ryan Bader (28-6)                  | TKO (ciosy pięściami)                      | 1     | 0:51 | Bellator 268                                          | 16.10.2021 | Phoenix       | Półfinał Grand Prix w wadze półciężkiej Bellator MMA. Co-Main Event                                                        |
| Wygrana   | 15-5     | Dowledżchan Jagszimuradow (18-5-1) | TKO (ciosy pięściami i łokciami)           | 3     | 2:15 | Bellator 257                                          | 16.04.2021 | Connecticut   | Ćwierćfinał Grand Prix w wadze półciężkiej Bellator MMA. Co-Main Event                                                     |
| Wygrana   | 14-5     | Melvin Manhoef (32-14-1)           | TKO (ciosy łokciami)                       | 2     | 2:34 | Bellator 251                                          | 05.11.2020 | Connecticut   | Debiut w Bellator MMA. Main Event                                                                                          |
| Przegrana | 13-5     | Jan Błachowicz (25-8)              | KO (prawy sierpowy)                        | 1     | 3:08 | UFC Fight Night: Anderson vs. Błachowicz 2            | 15.02.2020 | Rio Rancho    | Main Event |
| Wygrana   | 13-4     | Johnny Walker (17-3)               | TKO (ciosy pięściami)                      | 1     | 2:07 | UFC 244                                               | 02.11.2019 | Nowy Jork     | Bonus za występ wieczoru.                                                                                                  |
| Wygrana   | 12-4     | Ilir Latifi (14-5)                 | Decyzja (jednogłośna)                      | 3     | 5:00 | UFC 232                                               | 29.12.2018 | Inglewood     | |
| Wygrana   | 11-4     | Glover Teixeira (27-6)             | Decyzja (jednogłośna)                      | 3     | 5:00 | UFC Fight Night: Shogun vs. Smith                     | 22.07.2018 | Hamburg       | Co-Main Event |
| Wygrana   | 10-4     | Patrick Cummins (10-4)             | Decyzja (jednogłośna)                      | 3     | 5:00 | UFC Fight Night: Barboza vs. Lee                      | 21.04.2018 | Atlantic City | |
| Przegrana | 9-4      | Ovince St. Preux (21-10)           | KO (kopnięcie na głowę)                    | 3     | 1:25 | UFC 217                                               | 04.11.2017 | Nowy Jork     | |
| Przegrana | 9-3      | Jimi Manuwa (16-2)                 | KO (cios)                                  | 1     | 3:05 | UFC Fight Night: Manuwa vs. Anderson                  | 18.03.2017 | Londyn        | Main Event |
| Wygrana   | 9-2      | Sean O'Connell (17-8)              | TKO (ciosy pięściami)                      | 2     | 2:36 | UFC Fight Night: Lewis vs. Abdurakhimov               | 09.12.2016 | Nowy Jork     | |
| Przegrana | 8-2      | Mauricio Rua (23-10)               | Decyzja (niejednogłośna)                   | 3     | 5:00 | UFC 198                                               | 14.05.2016 | Curitiba      | |
| Wygrana   | 8-1      | Tom Lawlor (10-5)                  | Decyzja (jednogłośna)                      | 3     | 5:00 | UFC 196                                               | 05.05.2016 | Las Vegas     | |
| Wygrana   | 7-1      | Fabio Maldonado (22-8)             | Decyzja (jednogłośna)                      | 3     | 5:00 | UFC Fight Night: Belfort vs. Henderson 3              | 07.11.2015 | São Paulo     | |
| Wygrana   | 6-1      | Jan Błachowicz (18-4)              | Decyzja (jednogłośna)                      | 3     | 5:00 | UFC 191                                               | 05.09.2015 | Las Vegas     | |
| Przegrana | 5-1      | Gian Villante (12-5)               | TKO (ciosy pięściami)                      | 3     | 4:18 | UFC on Fox: Machida vs. Rockhold                      | 18.04.2015 | Newark        | Bonus za walkę wieczoru |
| Wygrana   | 5-0      | Justin Jones (3-0)                 | Decyzja (jednogłośna)                      | 3     | 5:00 | UFC 181                                               | 06.12.2014 | Las Vegas     | Debiut w UFC |
| Wygrana   | 4-0      | Matt Van Buren (6-2)               | TKO (ciosy pięściami)                      | 1     | 1:01 | The Ultimate Fighter: Team Edgar vs. Team Penn Finale | 06.06.0214 | Las Vegas     | Powrót do wagi półciężkiej. Wygrał turniej wagi półciężkiej Ultimate Fighter 19                                            |
| Wygrana   | 3-0      | Stephen Flanagan (0-1)             | TKO (ciosy pięściami)                      | 1     | 3:03 | MMA Extreme: Fists Will Fly                           | 24.08.2013 | Evanswille    | Debiut w wadze ciężkiej.                                                                                                   |
| Wygrana   | 2-0      | Myron Dennis (7-2)                 | Decyzja (jednogłośna)                      | 5     | 5:00 | Xtreme Fighting League: Vengeance                     | 28.06.2013 | Oklahoma      | Main Event |
| Wygrana   | 1-0      | J.R. Briones (0-0)                 | TKO (ciosy pięściami)                      | 1     | 3:01 | NAFC: Battleground                                    | 29.03.2013 | Milwaukee     | Debiut w wadze półciężkiej.                                                                                                |